# Godefroy de Waldner de Freundstein
Godefroy de Waldner de Freundstein est un général français né à Mulhouse le 7 août 1824, et mort à L'Arbresle le 12 février 1917.

## Biographie
Godefroy de Waldner de Freundstein est le fils de César de Waldner de Freundstein (Strasbourg, 1792-Belfort, 1865), capitaine aux grenadiers de la grade impériale avant d'être associé de la maison Koechlin, officier de la Légion d'honneur, et de  Amélie Climène Koechlin (1801-1896).
Élève de l'École militaire de Saint-Cyr, promotion "de Djemmah" (1844-1846). Il a participé à la guerre de Crimée (1853-1856), puis à la campagne seconde guerre d’indépendance de l’Italie, en 1859
En 1870, il est nommé colonel du 55e régiment d'infanterie de ligne avec lequel il participe à la guerre franco-allemande de 1870-1871. Fait prisonnier de guerre, il rentre en France et il prend le commandement du 17e régiment d'infanterie provisoire en 1872 avec lequel il participe à la Semaine sanglante en mai 1871. Lors de la prescription du décret du 10 avril 1872 indiquant que les régiments provisoires devenaient définitifs, il devient colonel du 177e régiment d'infanterie de ligne.
Après 1871, il a été chargé de rédiger une réflexion sur la protection de Lyon en cas d’invasion.
Il a pris sa retraite comme général de brigade en 1886. Il s'était installé dans l'hôtel renaissance de Valous à L'Arbresle.

## Famille
- Geoffroy III, comte de Waldner de Freundstein (1757-1818), chevalier de la Légion d'honneur, marié à Frédérique Élisabeth Christine Caroline, baronne de Stein de Nordheim,
  - César de Waldner de Freundstein (1792-1865) marié en 1856 à Amélie Climène Koechlin,
    - Geoffroy IV, comte de Waldner de Freundstein (1824-1917) marié Inès de Bourgoing, Dame honoraire de l'ordre de Thérèse de Bavière,
      - Marie-Nahida Mathilde de Waldner de Freundstein (1864) mariée en 1886 à  Aimery de Comminges, comte de Comminges (1862-1925)
        - Bertrand de Comminges (1901-1987)

    - César de Waldner de Freundstein (1825-1884)
    - Jenny de Waldner de Freundstein (1835-1901) mariée en 1856 avec  Auguste Inard d'Argence,
      - Louis Maurice Théodore Inard d'Argence (1860-1933), capitaine, maire de L'Arbresle en 1929.

## Distinctions
- Chevalier de la Légion d'honneur,
- Officier de la Légion d'honneur,
- Commandeur de la Légion d'honneur, en 1871, colonel du 17e régiment provisoire[2].